# Agente segreto 777 - Operazione Mistero
Agente segreto 777 - Operazione Mistero è un film di fanta-spionaggio italiano del 1965, diretto da Enrico Bomba con lo pseudonimo di Henry Bay. Ha avuto un seguito, Agente segreto 777 - Invito ad uccidere (1966).

## Trama
Il professor Keller ha fatto una scoperta importante che ha divulgato a poche persone che lavorano con lui, ma è in pericolo di vita. Il suo assistente di un tempo indagherà, scoprendo un tradimento all'interno del gruppo di ricerca.

## Critica
(Fantafilm)